# Lins Lima de Brito
Lins Lima de Brito, noto solo come Lins (Camaçari, 11 settembre 1987), è un ex calciatore brasiliano, di ruolo attaccante.

## Carriera
Ha giocato nella massima serie brasiliana con le maglie di Grêmio e Criciúma, per un totale di 41 presenze e 11 gol in questa categoria. Ha inoltre giocato nella massima serie giapponese nel Gamba Osaka, vincendo il campionato, nel 2014.

## Palmarès

### Club
- Campeonato Potiguar: 1

ABC: 2011
- Campeonato Catarinense: 1

Criciúma: 2013
- Coppa J.League: 1

Gamba Osaka: 2014
- Campionato giapponese: 1

Gamba Osaka: 2014